# Jodi Gordon
Jodi Lee Gordon-Anasta (Mackay, Queensland; 1 de febrero de 1985),  más conocida como Jodi Gordon, es una actriz y modelo australiana, conocida por haber interpretado a Martha MacKenzie de la serie australiana Home and Away.

## Biografía
Gordon nació en Mackay, es hija de Bronwyn y Ray Gordon, su hermano mayor se llama Ben; desde los 8 años se mudó con su familia a varios lugares a lo largo de la costa de Mackay, finalmente asentándose en Sídney cuando Jodi tenía 11 años. Jodi jugó netball desde los 12 hasta los 16 años. Su padre es neozelandés de ascendencia maorí.
Es muy buena amiga de los actores Paul O'Brien, Jon Sivewright, Tessa James y Kate Ritchie.
En el 2005 comenzó a salir con Chris Burkhardt, sin embargo lamentablemente el 4 de marzo de 2007 a la edad de 23 años Chris murió de leucemia mieloide aguda luego de ser diagnosticado en mayo del 2006. A la ceremonia asistieron Holly Brisley, Tim Campbell y Ray Meagher todos compañeros de Jodi en la serie Home and Away.
A mediados de 2007 Jodi comenzó a salir con Ryan Stokes, el hijo de Kerry Stokes, dueño de la cadena Seven, sin embargo la relación terminó en 2009 luego de que en junio del mismo año Jodi fuera descubierta por la policía en el cuarto con Mark James Judge, un miembro de un grupo de motociclistas, luego de que la policía atendiera a un llamado por un intento de robo; el reporte resultó ser falso y no se tomaron medidas en contra de Gordon. Poco después, Jodi se disculpó por los problemas que el incidente ocasionó.
En noviembre de 2009 Jodi comenzó a salir con el jugador de rugby y capitán de los Sydney Roosters, Braith Anasta. El 27 de noviembre de 2011 Jodi anunció que estaba comprometida con Braith. La pareja se casó el 14 de octubre de 2012 en Bali.
En agosto del 2013 Jodi y Brath anunciaron que estaban esperando a su primer bebé juntos. La pareja le dio la bienvenida a su primera hija Aleeia Anasta el 2 de marzo de 2014. El 11 de diciembre de 2015 la pareja anunció que se habían separado.
Desde el 2016 sale con el agente de bienes raíces Warren Ginsberg.

## Carrera
Jodi es una actriz y modelo australiana, también es vocera de Safe Sex Australia.
Jodi comenzó su carrera a la edad de 13 años, después de ganar un contrato con la agencia de modelaje Vivien, en un concurso. Durante su trabajo como modelo viajó a través de Japón, Londres y Milán, donde vivió durante cinco meses. Anteriormente modeló para la empresa Storm Models y para revistas como Dolly y Girlfriend.
Desde septiembre de 2008 Jodi ha sido la embajadora oficial para la marca de lencería Crystelle, así como la embajadora oficial de la marca de calzado australiano Tony Bianco desde marzo del 2009.
En 2008, participó en la octava temporada del programa Dancing with the Stars, sin embargo fue eliminada en la quinta semana junto a su compañero el bailarín Stefano Oliveri.
En 2004 audicionó para el papel de Martha MacKenzie - Holden en la exitosa serie australiana Home and Away y en el año 2005 se unió al elenco del programa. Por su interpretación ganó un premio Logie en 2006 y en el año 2009 fue nominada por actriz más popular. Después de la muerte de su novio en 2007 por leucemia, a mediados de 2008 se introdujo en la serie una historia similar cuando Martha fue diagnosticada con cáncer de mama, del cual luego se recuperó.
En 28 de enero de 2010 se anunció que Jodi dejaría la serie, dos días después se confirmó que se le había ofrecido un nuevo papel en el nuevo drama del Canal Nueve, Cops LAC: Local Area Command, donde participará Kate Ritchie, quien interpretó a Sally Fletcher, uno de los personajes más queridos en Home and Away.
En 2011 apareció en la película dramática The Cup, donde interpretó a Trish, la esposa de Damien (interpretado por Curry). En febrero del mismo año se anunció que Jodi aparecería en la película para la televisión Blood Brothers, donde interpretó a Rebecca Gilham, la sufrida esposa de Jeffrey Gilham. La película está basada en los asesinatos de la familia Gilham ocurridos en 1993, después de que Jeffrey matara a sus padres y a su hermano Christopher e intentara echarle la culpa a Christopher de lo sucedido.
En abril de 2012 Jodi se unió al elenco de la serie Underbelly: Badness donde interpretó a la reportera de la policía Kylie Keogh. La serie es parte de la exitosa Underbelly. En la serie trabajará junto a Jonathan LaPaglia, Matthew Nable, Josh Quong Tart, Aaron Jeffrey y Leeanna Walsman.
En el 2013 apareció como invitada en la serie Camp donde interpretó a Ekaterina "Kat", la novia rusa de Steve (Jonathan LaPaglia).
En el 2015 se unió al elenco recurrente de la miniserie Hiding donde interpretó a Dimity Krilich.
El 18 de julio de 2016 se unió elenco principal de la serie australiana Neighbours donde interpretó en junio del mismo año a Elly Conway, la sobrina de Susan Kennedy (Jackie Woodburne). hasta el 10 de julio de 2020, después de que su personaje se mudara a Suiza.

## Filmografía

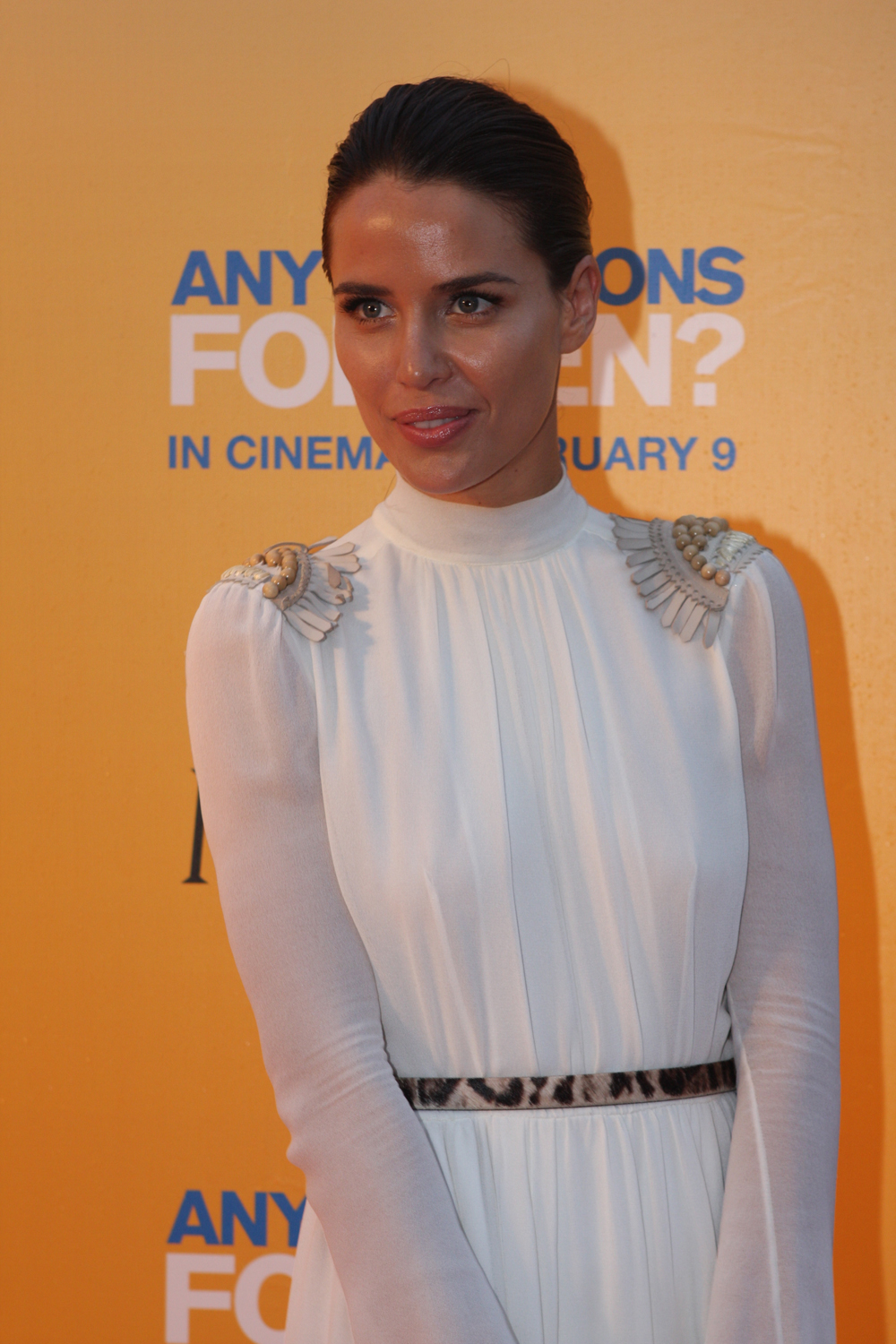
Jodi durante el estreno de la película "Any Questions for Ben?" en el 2012.

### Series de televisión
| Año         | Serie               | Personaje             | Notas                   |
| ----------- | ------------------- | --------------------- | ----------------------- |
| 2016 - 2020 | Neighbours          | Elly Conway           | 608 episodios           |
| 2015        | Hiding              | Dimity Krilich        | 5 episodios - miniserie |
| 2013        | Camp                | Ekaterina             | 2 episodios             |
| 2012        | Underbelly: Badness | Kylie Keogh           | 6 episodios             |
| 2005 - 2010 | Home and Away       | Martha Stewart-Holden | 439 episodios           |

### Películas
| Año  | Título                | Personaje           | Notas                                                                     |
| ---- | --------------------- | ------------------- | ------------------------------------------------------------------------- |
| 2012 | Any Questions to Ben? | Kelly               | junto a Josh Lawson, Rachael Taylor, Christian Clark y John Howard        |
| 2011 | The Cup               | Trish Climas-Oliver | junto a Brendan Gleeson, Rodger Corser, Daniel MacPherson y Stephen Curry |
| 2011 | Blood Brothers        | Rebecca Gilham      | junto a Lisa McCune, Michael Dorman, Cariba Heine y Jonny Pasvolsky       |
| 2010 | Suburbia              | Tara                | corto - junto a Linda Cropper y Don Hany                                  |

### Apariciones
| Año        | Programa               | Notas                                                            |
| ---------- | ---------------------- | ---------------------------------------------------------------- |
| 2008       | Dancing with the Stars | concursante - 9 episodios - junto a su compañero Stefano Oliveri |
| 2007, 2008 | Telethon               | 2 episodios                                                      |
| 2006       | Saturday Disney        | invitada                                                         |
| -          | Energex                | apareció en el anuncio                                           |

## Premios y nominaciones
| Año  | Categoría                      | Premio             | Serie         | Resultado |
| ---- | ------------------------------ | ------------------ | ------------- | --------- |
| 2009 | Most Popular Actress           | Silver Logie Award | Home and Away | Nominada  |
| 2006 | Most Popular New Female Talent | Logie Award        | Home and Away | Ganadora  |